# Tiberio Julio Polieno Auspex
Tiberio Julio Polieno Auspex (en latín: Tiberius Julius Pollienus Auspex; fl. siglo III) fue un senador romano que fue nombrado cónsul sufecto entre 212 y 222.

## Biografía
Julio Polieno Auspex, miembro de la gens Polliena posiblemente italiana, era probablemente el hijo de Polieno Auspex, aunque algunos eruditos han sostenido que ambos hombres son el mismo individuo. En algún momento entre el 212 y el 222, Auspex fue nombrado Legatus Augusti pro praetore de la provincia de Numidia. También durante este período fue nombrado cónsul sufecto in absentia.
Julio Polieno Auspex pudo haber sido el padre adoptivo de Tiberio Polieno Armenio Peregrino, cónsul en el 244.